# Fatos sobre Chuck Norris

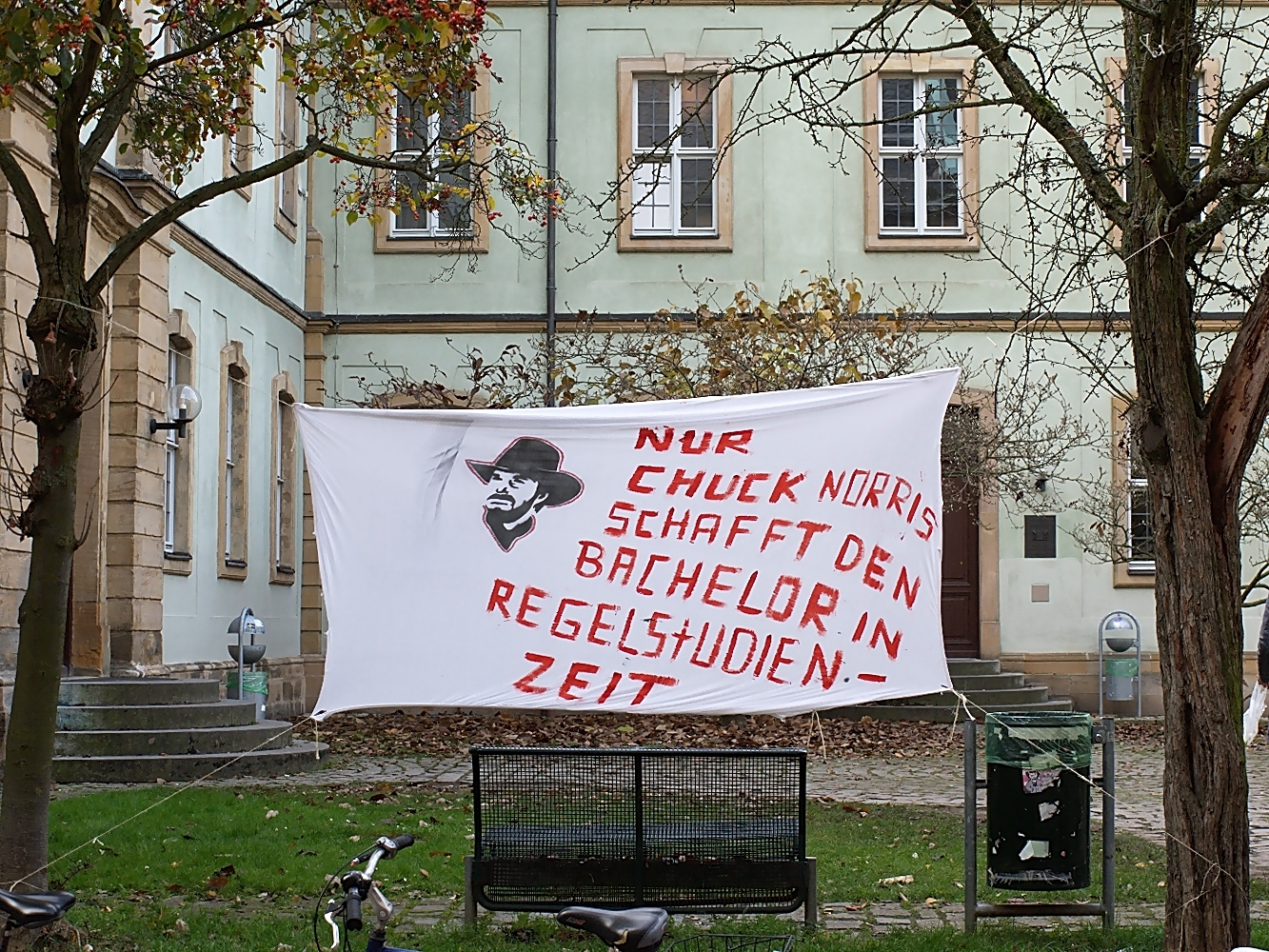
Faixa de protesto na Universidade de Bamberg contendo um fato humorístico sobre Chuck Norris (em alemão: "Somente Chuck Norris consegue obter o diploma de bacharel no prazo estipulado")

Fatos sobre Chuck Norris são uma espécie de piada que consiste em formular fatos satíricos de natureza absurda e sobre-humana sobre o artista marcial e ator americano Chuck Norris que se tornou um fenômeno da Internet amplamente difundido na cultura popular através de fóruns online e redes sociais. Esses "fatos" são afirmações hiperbólicas sobre a resistência, atitude e masculinidade do ator.
Fatos sobre Chuck Norris (também conhecidos como piadas de Chuck Norris) se espalharam internacionalmente, gerando traduções e versões localizadas sobre anúncios específicos de países, se comportando como um dos primeiros memes de grande escala da Internet . Alguns fatos fazem alusão ao seu uso de chutes giratórios (roundhouse kicks) como solução para praticamente qualquer tarefa, sua grande quantidade de pelos no corpo, especialmente sua barba, e seu papel na série de televisão de ação Walker, Texas Ranger . As piadas de Chuck Norris seguem um formato semelhante às piadas "Sua mãe é...", onde o humor vem de um exagero absurdo do objeto daquela anedota.

## Contexto
Os Fatos sobre Chuck Norris apareceram originalmente na Internet no início de 2005, embora piadas sobre a resistência e força de Norris existam desde a década de 1980. Inicialmente distribuídos nos fóruns Something Awful, os "fatos" tinham como objeto o ator Vin Diesel, por conta de seu papel em The Pacifier . Depois de alguns meses, as piadas passaram a utilizar-se de Chuck Norris como protagonista. 
O humorista Ian Spector foi creditado como "o autor dos fatos de Chuck Norris" devido ao seu papel na criação de geradores de fatos online de Chuck Norris.  Spector também escreveu vários livros sobre fatos de Chuck Norris, incluindo The Truth About Chuck Norris: 400 Facts About the World's Greatest Human  (A Verdade sobre Chuck Norris: 400 fatos sobre o Maior dos Homens) (2007).  

## Reação de Chuck Norris
Norris reagiu aos fatos sobre Chuck Norris em seu site oficial declarando que, enquanto algumas das anedotas eram de fato engraçadas, tenta não levar nenhuma delas a sério e espera os "fatos" possam tornar as pessoas interessadas nos fatos reais sobre si contidos em suas obras literárias. 
Em 23 de Outubro de 2006, a primeira coluna de Chuck Norris no site WorldNetDaily iniciava-se com o mesmo texto que publicou em seu site, acrescido de um trecho em que Norris alegava ser fraco quando comparado a Jesus Cristo e Deus.
Em dezembro de 2007, Norris entrou com uma ação judicial contra a Penguin USA, a editora que havia lançado The Truth About Chuck Norris (A Verdade sobre Chuck Norris) por meio de sua editora Gotham Books . O ator alegou que o livro continha "violação de marca registrada, enriquecimento injusto e direitos de privacidade".  Norris desistiu do processo em 2008. 
Em 7 de Outubro de 2009, foi publicado o The Official Chuck Norris Fact Book, coescrito e endorsado pelo artista.

## Exemplos
- "Uma vez Chuck Norris foi mordido por uma cobra-coral; depois de dez minutos excruciantes, a cobra morreu." — Acredita-se que seja o primeiro "fato" sobre Chuck Norris, datado do início da década de 1980.
- "Eles tentaram colocar o rosto de Chuck Norris no Monte Rushmore, mas o granito não era resistente o suficiente para sua barba." — Declarado pelo ator como seu "fato" favorito. [7]
- "Quando Chuck Norris faz flexões, ele não se empurra para cima, ele empurra a Terra para baixo."
- "Chuck Norris tem um tapete de urso polar em casa. Ele não está morto; só tem medo de se mover."
- "Chuck Norris certa vez jogou uma granada de mão e matou cinquenta pessoas; então ela explodiu."
- "Chuck Norris não dá descarga em vasos sanitários; ele os assusta pra caramba."
- "Debaixo da barba de Chuck Norris há outro punho." — Outro "fato" antigo sobre Norris, datado da década de 1980, mais tarde parodiado no seriado de animação americano Family Guy .
- "Quando o bicho-papão vai dormir todas as noites, ele verifica seu armário em busca de Chuck Norris."
- “Não existe evolução, apenas uma lista de espécies que Chuck Norris permitiu que vivessem.” — Ao ouvir esse “fato”, Norris respondeu revelando que era um criacionista . [8]
- "Chuck Norris morreu há 20 anos, mas a Morte ainda não criou coragem de contar a ele."
- "Chuck Norris certa vez jogou roleta russa com uma arma totalmente carregada e venceu."
- "O diário de Chuck Norris é chamado de Livro Guinness dos Recordes Mundiais ."
- "Um estudo revelou que as três maiores causas de morte nos Estados Unidos são: infartos, câncer e Chuck Norris. Não necessariamente nessa ordem."
- Chuck Norris perdeu a virgindade antes do pai."
- "Antes de esquecer um presente de Chuck Norris, Papai Noel existia."

## Links externos
- Sítio oficial
- Farhi, Paul (Jan 2, 2006). «Tough Love: Norris Fans Board the Chuck Wagon». Washington Post
- https://chucknorris.com.br/

1. ↑  Spector, the man behind the Chuck Norris' meme, consultado em January 22, 2015, cópia arquivada em February 6, 2015 Verifique data em: |acessodata=, |arquivodata= (ajuda)
2. ↑  In Chuck Norris, Mr. T book, Spector '09 pities da fool, consultado em January 22, 2015 Verifique data em: |acessodata= (ajuda)
3. ↑  Ian Spector (2007). The Truth About Chuck Norris: 400 Facts About the World's Greatest Human. [S.l.]: Gotham. ISBN 978-1-59240-344-8
4. ↑  Chuck Norris. «In response to the "Random facts" that are being generated on the Internet». Consultado em 4 de dezembro de 2006. Arquivado do original em June 18, 2004 Verifique data em: |arquivodata= (ajuda)
5. ↑  Kearney, Christine (21 de dezembro de 2007). «Chuck Norris sues, says his tears no cancer cure». Reuters. Consultado em 23 de dezembro de 2007
6. ↑  «Chuck Norris kicks suit vs. L.I. student». NY Daily News. 28 May 2008 Verifique data em: |data= (ajuda)
7. ↑  «Chuck Norris facts read by Chuck Norris». YouTube. 11 March 2006. Consultado em June 29, 2013. Arquivado do original em 21 de dezembro de 2021 Verifique data em: |acessodata=, |data= (ajuda)
8. ↑  «Private: The Chief Export of Chuck Norris is Creationism». November 2, 2006 Verifique data em: |data= (ajuda)